# Cork Celtic Football Club
El Cork Celtic Football Club fue un club de fútbol de Irlanda, con sede en Cork.

## Historia
Fue fundado en el año 1959 en la ciudad de Cork con el nombre Evergreen United y no fue el único equipo que utilizó ese nombre, ya que se reporta que un equipo llamado Cork Celtic ganó la copa de Munster en 1909.
Desarrolló una rivalidad en la década de los años 60 con el Cork Hibernians. Solamente fue campeón de Liga en una ocasión, dos veces finalista de Copa, una Copa de Liga, un torfeo top 4 entre otros. 
A nivel internacional, participó en dos torneos continentales, donde su mejor participación fue en la Liga de Campeones de la UEFA de 1974/75, en la que fue eliminado en la Segunda ronda por el FC Ararat Yerevan, en ese entonces de la Unión Soviética.
Desapareció en el año 1979 a raíz de problemas financieros a causa de la contratación de jugadores a precios muy elevados.

## Palmarés

### Torneos nacionales
- Liga de Irlanda (1): 1973-74
- Escudo de la Liga de Irlanda (1): 1960-61
- Copa de la Ciudad de Dublín (1): 1961-62
- Top Four Cup (4): 1956-57, 1958-59, 1959-60, 1973-74

### Torneos locales
- Liga de Munster (2): 1936-37, 1955-56
- Copa de Munster (6): 1951-52, 1959-60, 1961-62, 1963-64, 1971-72, 1973-74

## Participación en competiciones de la UEFA
| Temporada | Torneo                    | Ronda | Club           | Casa | Visita | Global |
| --------- | ------------------------- | ----- | -------------- | ---- | ------ | ------ |
| 1964–65   | European Cup Winners' Cup | 1     | Slavia Sofia   | 0–2  | 1–1    | 1–3    |
| 1974–75   | European Cup              | 1     | Omonia         | w/o  | w/o    | N/A    |
| 1974–75   | European Cup              | 2     | Ararat Yerevan | 1–2  | 0–5    | 2–7    |